# Hvítárvatn
Il Hvítárvatn (o lago Hvitar) è un lago della contea di Árnessýsla, nella regione Suðurland, in Islanda. Ha una superficie di circa 30 km² e una profondità che raggiunge gli 84 m.